# IB Berufliche Schulen Stuttgart-Vaihingen
Die IB Beruflichen Schulen Stuttgart-Vaihingen sind berufsbildende Schulen in Stuttgart-Vaihingen und gehören zum Internationalen Bund (IB).

## Bildungsgänge
Zur Fachhochschulreife führt das einjährige Kaufmännische Berufskolleg I und II.
Eine Fachschulreife ist in der zweijährigen kaufmännischen Berufsfachschule (Wirtschaftsschule), in der zweijährigen Berufsfachschule Gesundheit und Pflege und in der zweijährigen Berufsfachschule Hauswirtschaft und Ernährung erwerbbar.
Zum Hauptschulabschluss führen die einjährige Berufsfachschule Hauswirtschaft und das ein- bzw. zweijährige Vorqualifizierungsjahr Arbeit/Beruf (VAB). 
Eine Berufsausbildung in im Bildungsgang Staatlich anerkannte sozialpädagogische Assistenz (ehemals Kinderpflege) in der zweijährigen Berufsfachschule sozialpädagogische Assistenz + Berufspraktikum.
Zur Vorbereitung auf eine Berufsausbildung kann der Bildungsgang Sprachzertifikat A2 und B1 im ein- bis zweijährigen Vorqualifizierungsjahr Arbeit/Beruf mit dem Schwerpunkt Erwerb von Deutschkenntnissen (VABO) dienen.

## Pädagogisches Konzept
An der IB-Schule werden Schüler individuell und entsprechend ihren Talenten gefördert. Dabei wird großer Wert auf die Vermittlung von fachlichen, sozialen und interkulturellen Kompetenzen gelegt. Um diese zu erreichen, werden eine Vielzahl an Projekten und Aktivitäten geboten, die die berufliche Praxis integrieren und somit die Schüler für ihren weiteren Lebensweg rüsten.
Die Basis dafür bilden Rahmenbedingungen sowie ein gemeinschaftliches und respektvolles Miteinander. Damit auch die Noten stimmen, gibt es Förderkurse. Außerdem stehen eine Oberstufenberaterin und ein Sozialpädagoge den Schülern zur Seite.